# آنتونیو فیلیپینی
آنتونیو فیلیپینی (انگلیسی: Antonio Filippini؛ زادهٔ ۳ ژوئیهٔ ۱۹۷۳) بازیکن فوتبال اهل ایتالیا است.
از باشگاه‌هایی که در آن بازی کرده‌است می‌توان به باشگاه ورزشی لاتزیو، باشگاه فوتبال پارما، باشگاه فوتبال برشا، باشگاه فوتبال لیورنو، و باشگاه فوتبال پالرمو اشاره کرد.